# Rakukerámia
A rakukerámia (楽焼) eredetileg egy kiotói fazekascsalád kerámia munkáit jelölte, dísztárgyakat, de leggyakrabban teástálakat (itthon Magyarországon főleg csak füles teáscsészékre gondolunk) készítettek a hagyományos japán teaszertartáshoz. Nem hagyományos eljárással dolgoztak, mert a kézzel formázott kerámiáikat alacsony hőfokon égették ki, melegen vették ki az égetőkemencéből, s vízbe rakták, vagy hagyták érintkezni a hideg levegővel, amely véletlenszerű hatásokat eredményezett rajtuk, ami által minden egyes darab egyedivé vált, azaz egy termékcsaládon belül minden darab külön fajta lett. A keramikusok körében a raku technika lassan elterjedt az egész világon, és már a kortársak, de a későbbi és mai utódok kivált sokat módosítottak rajta.

## Története
Tojotomi Hidejosi a 16. századi koreai inváziót követően számos koreai fazekast hurcolt magával Japánba, akikkel égetőkemencéket építtetett. Az általuk használt technika nagy hatással volt a rakukerámia fejlődésére.

## Szellemisége
A raku filozófiája a zen buddhizmuson alapszik, szorosan kötődik a tradicionális japán teaszertartásokhoz. A Raku szó tartalma: „a ráérő idő élvezete”. A kerámiák letisztultsága és művészi, de egyszerű kivitelezése a zen filozófia alapelveit tükrözik. Céljuk az, hogy betekintést nyújtsanak a dolgok valódi természetébe.
A rakukerámiák készítése mindig izgalmas és megjósolhatatlan. Minden egyes darab egyedi és megismételhetetlen. Letisztultság és természetesség jellemzi őket. A rakukerámiák mindig kézzel készülnek, egyfajta meditatív állapotban. Úgy tartják, hogy egy Raku tárgyat szemlélve, megláthatjuk saját lelkünket és létünk értelmét. 
A raku technikában mind a négy őselemnek fontos szerep jut. Egy teljes Föld – Tűz – Levegő – Víz kör teszi őket lenyűgözően harmonikussá. A kerámia Földből és fém-oxidokból épül fel. Az agyagot és a mázakat Tűz égeti ki a kemencében. Onnan vörösen izzva faforgácsba vagy más éghető anyagba kerülnek, itt zajlik le az oxidokban gazdag mázak átalakulása. A Levegő változó oxigénszintje alakítja a felületek változatos mintáit. A folyamat Vízbe merítéssel zárul. 

## Galéria

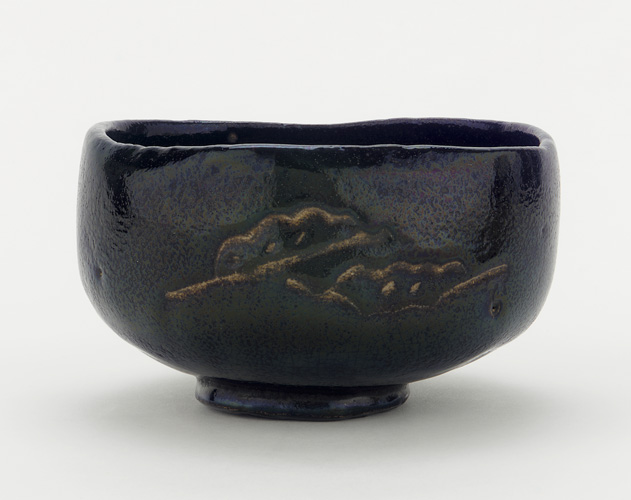
Raku teatál 18-19. század
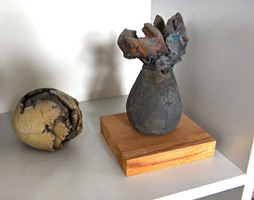
Benkő Ilona két rakukerámiája
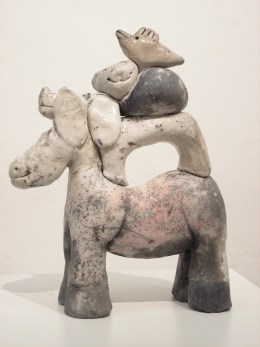
Erdős Anna Brémai muzsikusok című rakukerámiája
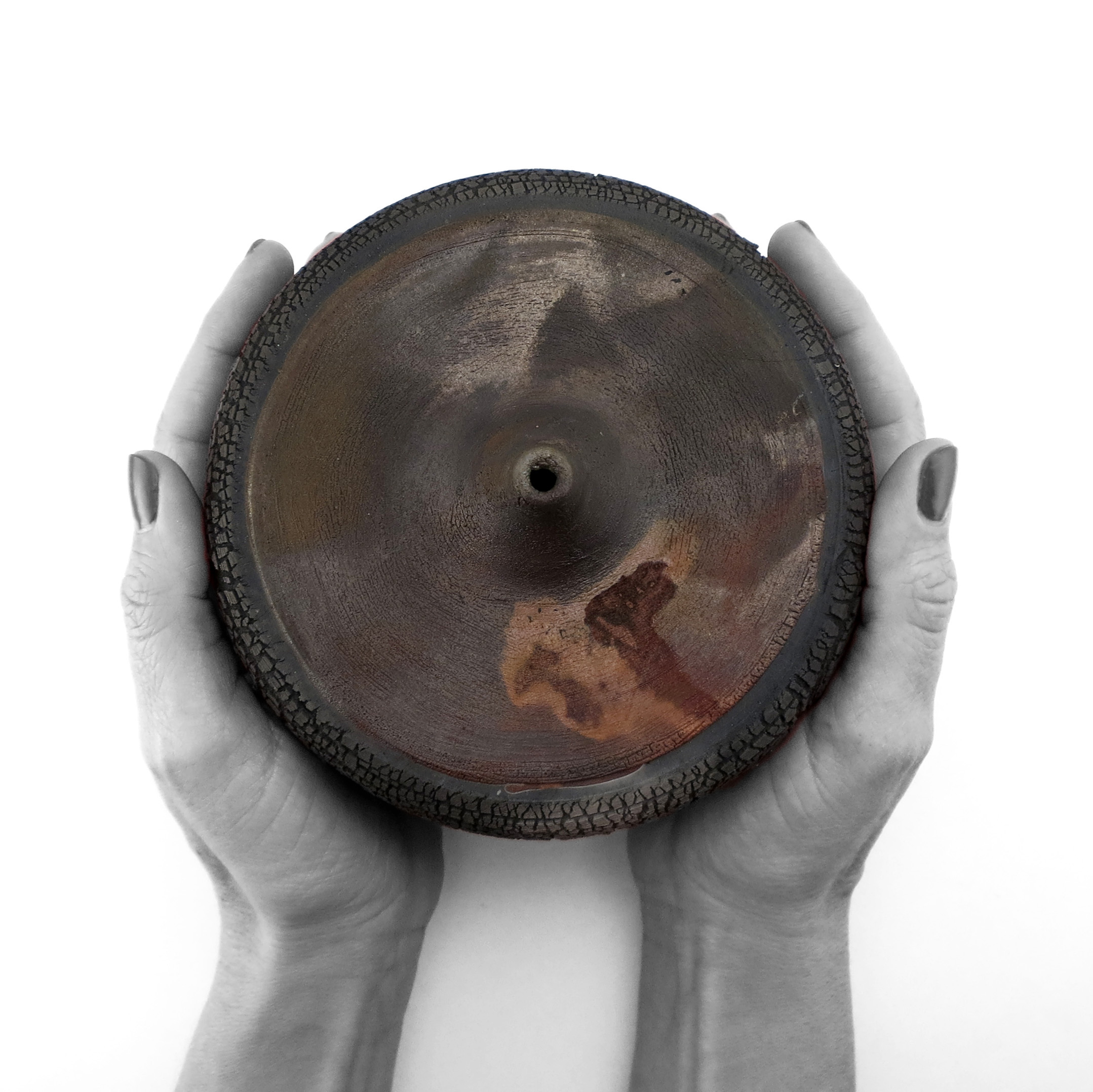
Alvó vulkán: Károlyi Ildikó rakukerámiája
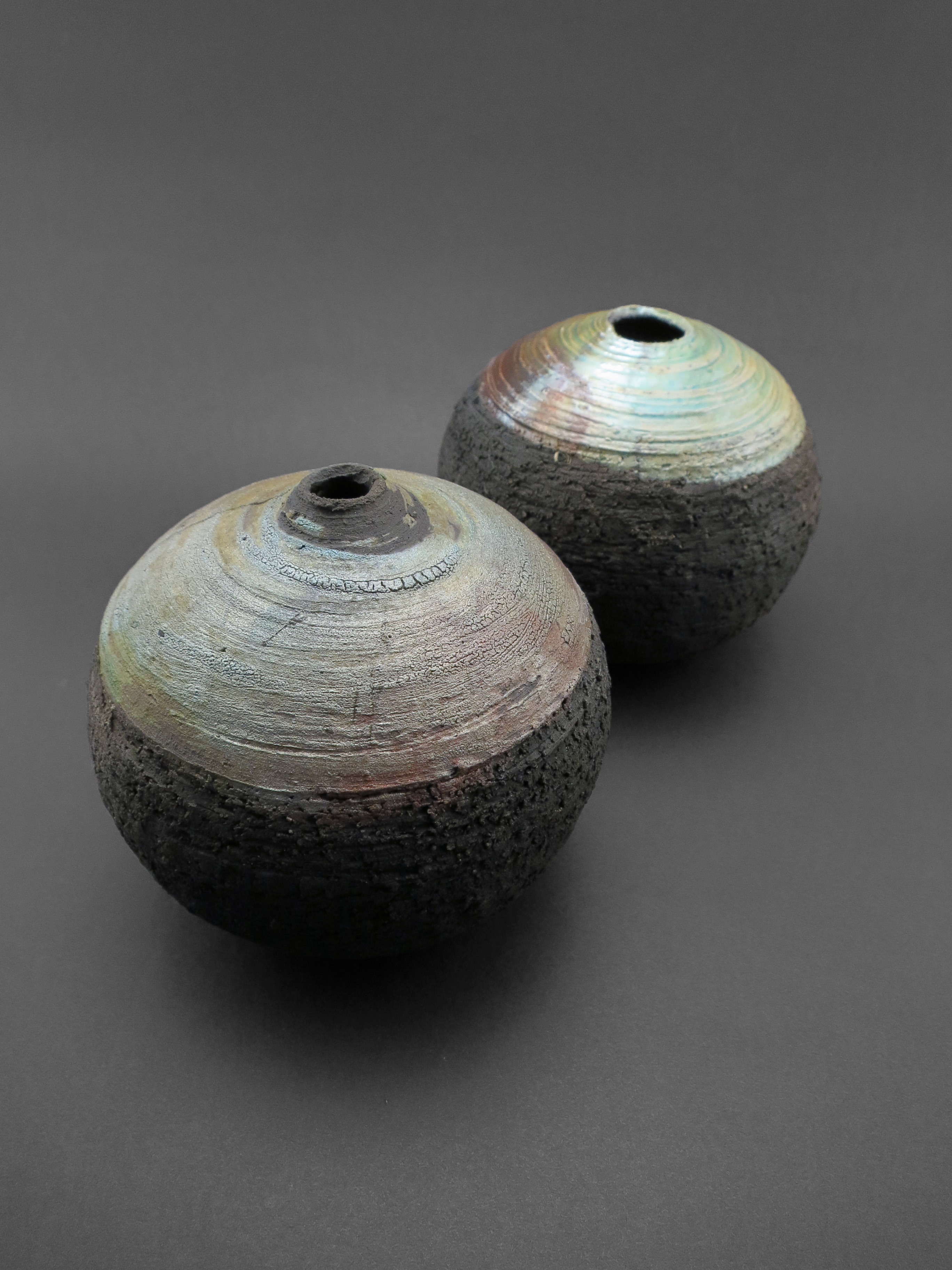
Koldus és királyfi: Károlyi Ildikó Suttogógömbjei